# Love by Grace
"Love by Grace" é uma canção composta por Dave Loggins e Wayne Tester, que foi originalmente gravada pela artista de música country estadunidense Wynonna Judd, em seu álbum Revelations, de 1996. 
Sua versão mais famosa, porém, foi a versão gravada pela artista pop belga Lara Fabian, em seu álbum auto-intitulado, de 1999.

## Versão de Lara Fabian
A versão de Lara Fabian foi um sucesso no Brasil ao fazer parte da trilha sonora da novela Laços de Família, de 2000, sendo tema da personagem Camila (interpretada por Carolina Dieckmann) enquanto ela lutava contra a leucemia. Por conta disso, entre 2000 e 2001 a canção ficou oito semanas em primeiro lugar no Brasil, sendo a segunda mais executada no ano de 2001 e a mais executada nas rádios AM. No fim de março de 2001, Lara veio até o Brasil e doou todos os direitos e arrecadações da canção para o Instituto Nacional de Câncer.
A versão com letra em português foi gravada pela cantora brasileira Marina Elali. Com o título de "Só Por Você", a canção foi inclusa em seu álbum autointitulado de 2006.

## Videoclipe
Lara Fabian gravou um videoclipe para a canção, cujas imagens foram tiradas de uma performance ao vivo da música.

## Recepção crítica
O site de criticas musicais Dooyoo deu uma notea 8 de 10, fazendo o seguinte comentário: "Esta é uma bela canção - lindamente cantada e arranjada. Originalmente gravado por Wynonna Judd no álbum Revelations, o sentimento country foi despojado da canção e nas mãos de Fabian se torna uma balada impressionante. Produzido por Walter Afanasieff, ele reina nos vocais de Fabian até perto do fim, mas ainda termina a canção suavemente".

## Desempenho nas paradas musicais
| Parada Musical        | Posição |
| --------------------- | ------- |
| German Singles Chart  | 85      |
| (AFP)                 | 3       |
| Swedish Singles Chart | 59      |